# Biarritz (Franciaország)
Biarritz üdülőváros Dél-Franciaországban, Baszkföldön, a Vizcayai-öböl partján. A város különösen kedvelt a hullámlovasok között az Atlanti-óceán kedvező hullámjárása miatt.

## Éghajlata
| Hónap | Jan.  | Feb.  | Már. | Ápr. | Máj. | Jún. | Júl. | Aug. | Szep. | Okt. | Nov. | Dec. | Év    |
| --- | ----- | ----- | ---- | ---- | ---- | ---- | ---- | ---- | ----- | ---- | ---- | ---- | ----- |
| Rekord max. hőmérséklet (°C) | 23,4  | 28,9  | 29,7 | 32,1 | 34,8 | 39,2 | 39,8 | 40,6 | 37,0  | 32,2 | 27,8 | 25,1 | 40,6  |
| Átlagos max. hőmérséklet (°C) | 12,0  | 12,8  | 15,0 | 16,2 | 19,6 | 22,1 | 24,1 | 24,7 | 23,2  | 20,0 | 15,1 | 12,5 | 18,1  |
| Átlagos min. hőmérséklet (°C) | 4,8   | 5,0   | 7,0  | 8,5  | 11,6 | 14,6 | 16,7 | 17,0 | 14,5  | 11,9 | 7,7  | 5,5  | 10,4  |
| Rekord min. hőmérséklet (°C) | −12,7 | −11,5 | −7,2 | −1,3 | 3,3  | 5,3  | 9,2  | 8,6  | 5,3   | −0,6 | −5,7 | −8,9 | −12,7 |
| Átl. csapadékmennyiség (mm) | 129   | 112   | 104  | 130  | 114  | 88   | 69   | 98   | 120   | 152  | 186  | 150  | 1451  |
| Havi napsütéses órák száma | 100   | 114   | 164  | 169  | 194  | 203  | 209  | 207  | 193   | 142  | 104  | 88   | 1888  |
| Forrás: Météo FranceDonnées climatiques de la station de Biarritz. Meteo France. [2020. február 20-i dátummal az eredetiből archiválva]. |       |       |      |      |      |      |      |      |       |      |      |      |       |

## Története

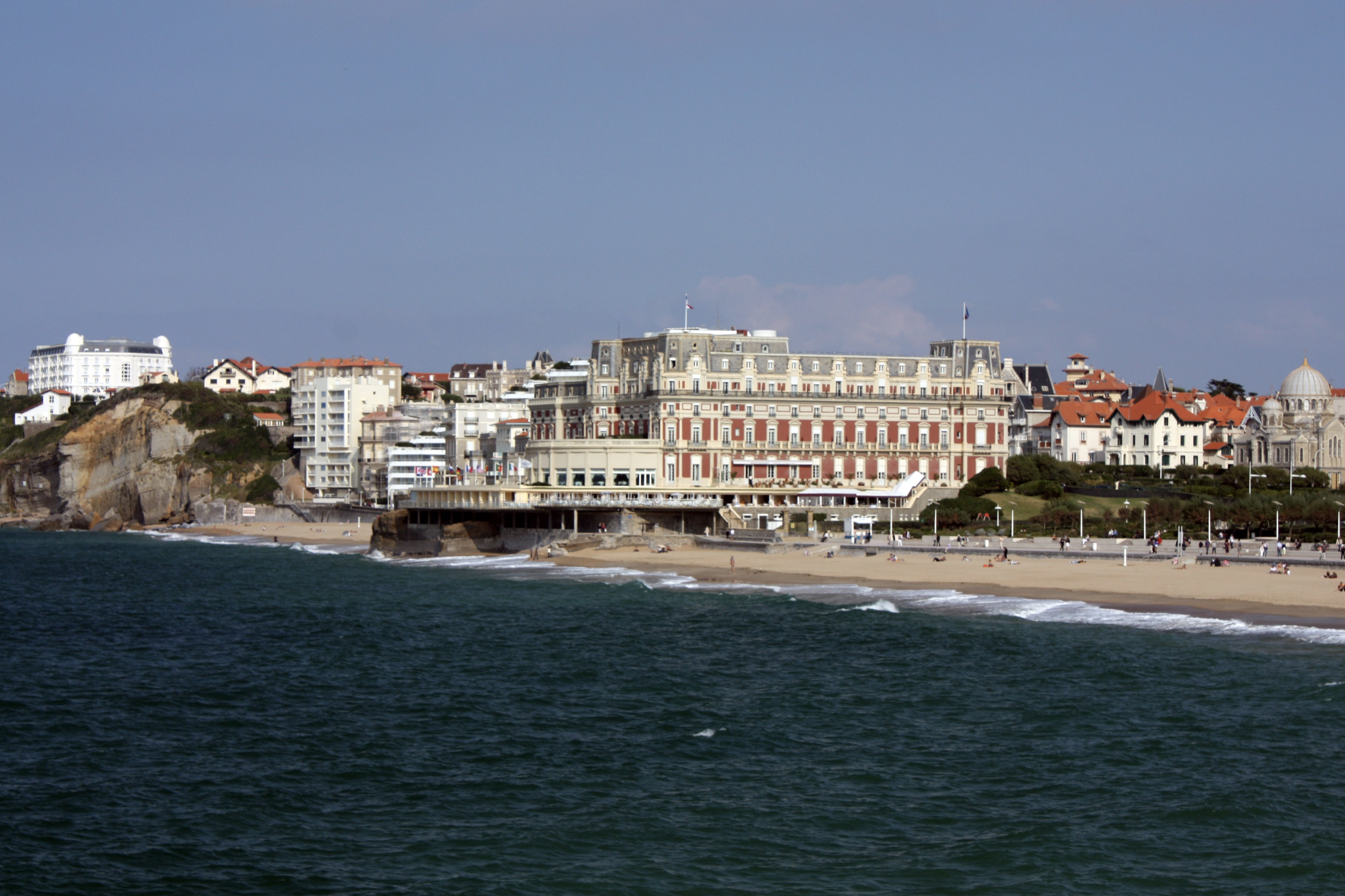
Hotel du Palais: Eugénia császárné egykori palotája

Biarritzot írott szöveg 1170-ben említi először mint Bearriz. A település létrejöttét a tengeri halászatnak köszönheti. A 12. századtól kezdve fontos bálnavadászati központja volt Franciaországnak.
A 18. században felfedezték az óceán gyógyító hatását, és orvosi javaslatra, már ekkor érkeztek gyógyulást kereső zarándokok Biarritzba, az óceán partra. Mint üdülőhely 1854-ben vált ismertté, amikor Eugénia francia császárné palotát építtetett a tengerparton. Eugénia császárnő palotája ma (Hôtel du Palais) néven szálloda. Ezután Európa királyi családjai rendszeres nyaraló vendégeivé váltak a városnak. Gyakran itt töltötte a nyarat a Brit királyi család (Viktória brit királynő, VII. Eduárd brit király), XIII. Alfonz spanyol király. De megfordult itt Erzsébet magyar királyné is.
1901. augusztus 10-én nyitották meg Biarritz kaszinóját. Ez fokozta népszerűségét Európa nemesi családja és Észak-Amerika gazdag turistái között. Különösen kedvelt volt a város az orosz előkelőségek között. Villája volt Biarritzban Fjodor Ivanovics Saljapinnak. Itt töltötte 1897 nyarát Csehov, és az Amerikába költözését megelőző időt Vladimir Nabokov.

## Hullámlovasok
Biarritz az európai hullámlovasok Mekkája. Az Atlanti-óceán hullámjárását kihasználó szörfösök 1957-ben álltak először deszkára a Vizcayai-öbölben. Az évente megrendezett Biarritzi szörffesztivált először 1993-ban rendezték meg a Côte des Basques-on. Ez ma Európa első számú hullámlovas eseménye.

## Panoráma

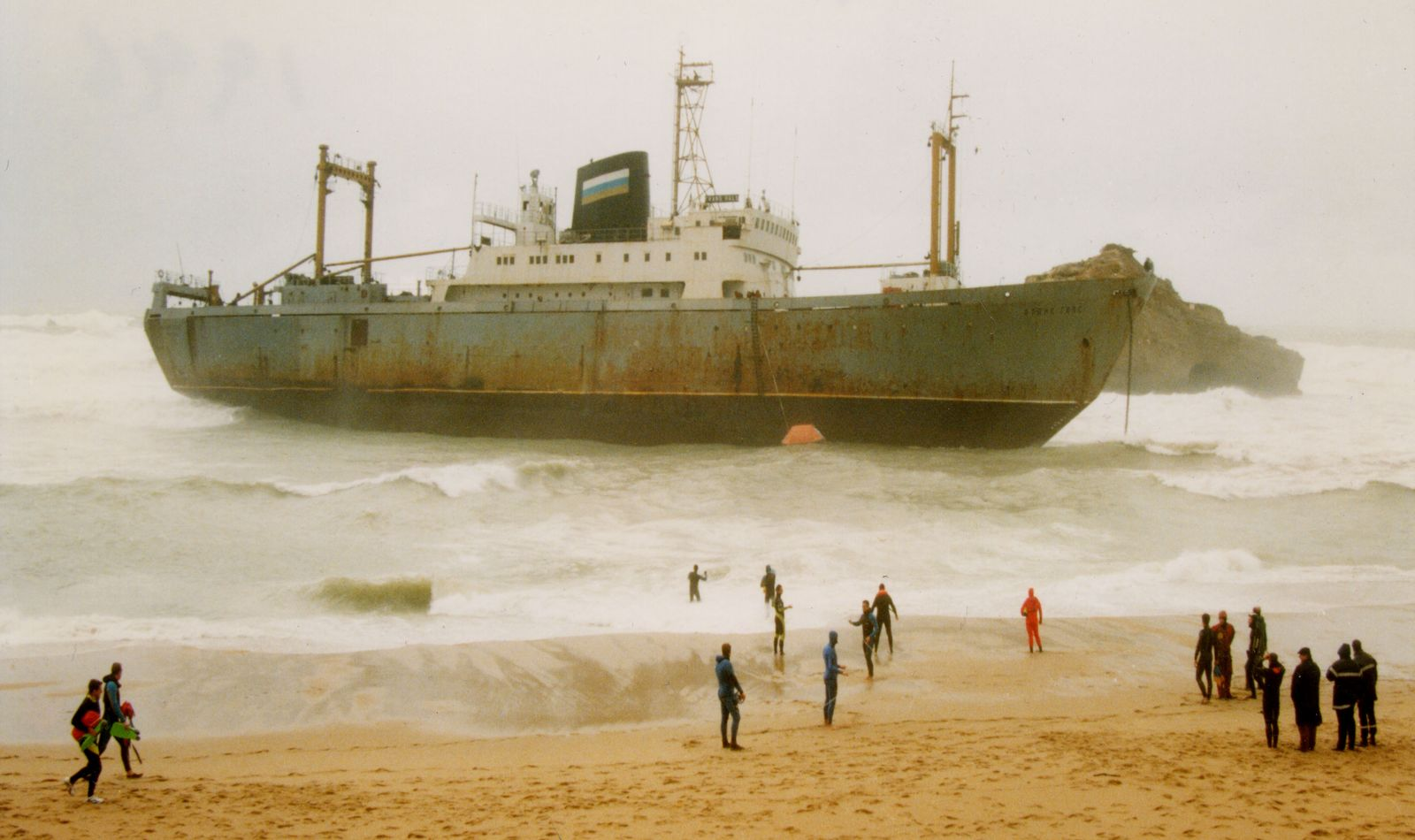
Zátonyra futott hajó Biarritz partjainál 1996-ban